# みなとみらいスマートフェスティバル
みなとみらいスマートフェスティバルは、神奈川県横浜市で開催される花火の打ち上げを中心とした大規模イベント。

## 概要
2016年（平成28年）、神奈川新聞が主催し続けてきた神奈川新聞花火大会が終了。その後、神奈川新聞が中心となって、みなとみらいスマートフェスティバル実行委員会が結成され、直接の後継イベントではないものの、2018年（平成30年）より「みなとみらいスマートフェスティバル」として花火を中心としたイベントの開催が始まった。この年の開催は9月8日であったが、次年度以降は7月末もしくは8月上旬に開催。10月に開催を検討した年もある（後述）。
2025年（令和7年）時点の実行委員会参加団体は、コロワイドを筆頭スポンサーに、以下、神奈川新聞社、神奈川県民共済生活協同組合、神奈川大学、京浜急行電鉄、国際航業、新港ふ頭客船ターミナル、都市再生機構、ノジマ、ぴあ、三菱地所横浜支店、横浜高速鉄道、横浜青年会議所、横浜みなとみらい21、横浜市。このほか横浜市内を中心とした多数の企業、団体が協賛として支援を行った。

### 2023年のイベントの例
2023年（令和5年）のイベントでは、大道芸人によるパフォーマンス、横浜都筑太鼓による演奏、「スカイシンフォニーinヨコハマ presented by コロワイド」として音と花火の演出が行われた。この年の有料席は臨港パーク会場、耐震バース会場、ハンマーヘッドパーク会場。そのほか臨港パーク会場の芝生エリア、カップヌードルミュージアムパーク会場が設定された。なお、有料席の料金はイス席は個人協賛金として、芝生席は安全対策協力金として徴集しているため、荒天等の理由でイベントが中止されても払い戻しはおこなわれない。

## 開催中止
2020年（令和2年）、新型コロナウイルス感染症拡大のために中止。2021年（令和3年）も新型コロナウイルス感染症の拡大が続いたため、開催時期を10月に変更するなどの模索が続けられたが中止となった。
2025年（令和7年）8月4日、19時50分頃に花火を打ち上げる台船上で火災が発生。イベント自体は途中で中止となったものの、制御システムの停止措置が上手くいかなかったことから、深夜になっても花火が打ち上がるという事態が続き、最終的に翌5日の11時過ぎに横浜海上保安部による鎮火が確認された。

## 横浜市内の他の主な花火イベント
- 横浜開港祭（1981年 - ）みなとみらい21地区
- 横浜ナイトフラワーズ（2012年-2024年は横浜スパークリングトワイライトとして開催）みなとみらい21地区
- 鶴見川サマーフェスティバル（1986年 - ）
- 金沢まつり花火大会（1964年 - ）海の公園地区
- 花火シンフォニア - 八景島シーパラダイスの不定期イベント